# Порт-Артур (Техас)
Порт-Артур (англ. Port Arthur) — місто (англ. city) в США, в окрузі Джефферсон штату Техас. Населення — 56 039 осіб (2020).

## Географія
Порт-Артур розташований за координатами 29°50′0″ пн. ш. 93°57′59″ зх. д. / 29.83333° пн. ш. 93.96639° зх. д. (29.833402, -93.966320).  За даними Бюро перепису населення США в 2010 році місто мало площу 373,06 км², з яких 199,17 км² — суходіл та 173,89 км² — водойми.

### Клімат
| Клімат : Порт-Артур                                                                           | Клімат : Порт-Артур | Клімат : Порт-Артур | Клімат : Порт-Артур | Клімат : Порт-Артур | Клімат : Порт-Артур | Клімат : Порт-Артур | Клімат : Порт-Артур | Клімат : Порт-Артур | Клімат : Порт-Артур | Клімат : Порт-Артур | Клімат : Порт-Артур | Клімат : Порт-Артур | Клімат : Порт-Артур |
| Показник                                                                                      | Січ.                | Лют.                | Бер.                | Квіт.               | Трав.               | Черв.               | Лип.                | Серп.               | Вер.                | Жовт.               | Лист.               | Груд.               | Рік                 |
| Абсолютний максимум, °C                                                                       | 30,0                | 32,2                | 35,0                | 34,4                | 38,3                | 41,1                | 42,2                | 42,2                | 40,6                | 37,2                | 34,4                | 30,0                | 42,2                |
| Середній максимум, °C                                                                         | 16,7                | 18,6                | 22,2                | 25,7                | 29,3                | 32,1                | 33,2                | 33,4                | 31,3                | 27,1                | 22,1                | 17,7                | 25,8                |
| Середній мінімум, °C                                                                          | 6,3                 | 8,2                 | 11,4                | 15,2                | 19,6                | 22,7                | 23,6                | 23,4                | 21,1                | 15,9                | 11,1                | 7,2                 | 15,4                |
| Абсолютний мінімум, °C                                                                        | −11,7               | −12,2               | −6,7                | 0,0                 | 7,2                 | 11,7                | 16,1                | 14,4                | 7,2                 | −1,1                | −5,6                | −11,1               | −12,2               |
| Середня кількість сонячних годин на місяць                                                    | 135,5               | 168,5               | 188,1               | 203,2               | 262,9               | 284,6               | 281,7               | 258,6               | 231,9               | 241,3               | 184,8               | 148,9               | 2590,0              |
| Норма опадів, мм                                                                              | 133                 | 91                  | 90                  | 82                  | 133                 | 180                 | 151                 | 136                 | 151                 | 142                 | 112                 | 134                 | 1533                |
| Днів з опадами                                                                                | 9,5                 | 8,7                 | 7,4                 | 6,2                 | 6,6                 | 10,0                | 11,4                | 11,1                | 8,9                 | 7,5                 | 8,1                 | 9,5                 | 104,9               |
| Вологість повітря, %                                                                          | 79.0                | 76.6                | 76.2                | 77.1                | 78.7                | 79.0                | 80.7                | 80.3                | 79.3                | 76.9                | 78.0                | 79.6                | 78.4                |
| --------------------------------------------------------------------------------------------- | ------------------- | ------------------- | ------------------- | ------------------- | ------------------- | ------------------- | ------------------- | ------------------- | ------------------- | ------------------- | ------------------- | ------------------- | ------------------- |
| Джерело: NOAA (relative humidity and sun 1961–1990) The Weather Channel (record temperatures) |                     |                     |                     |                     |                     |                     |                     |                     |                     |                     |                     |                     |                     |

## Демографія

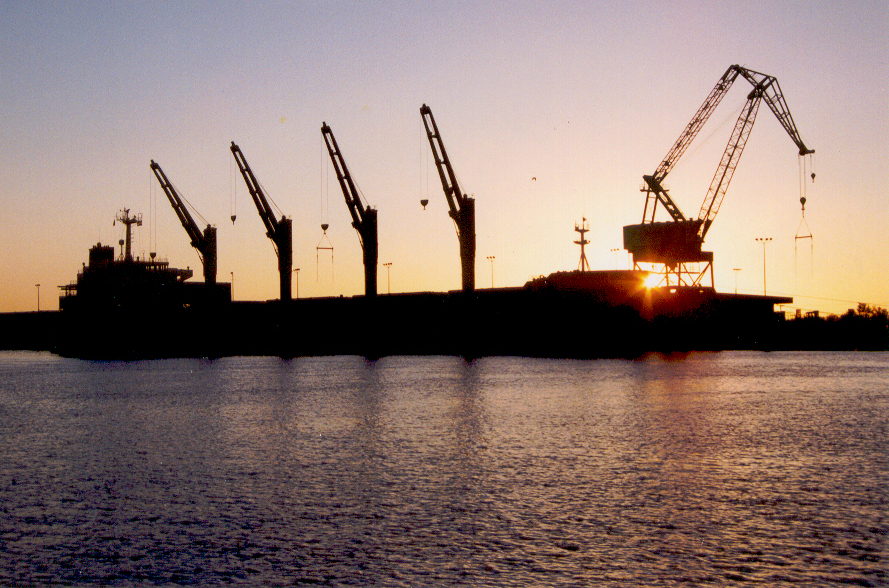
Великий кран Артура

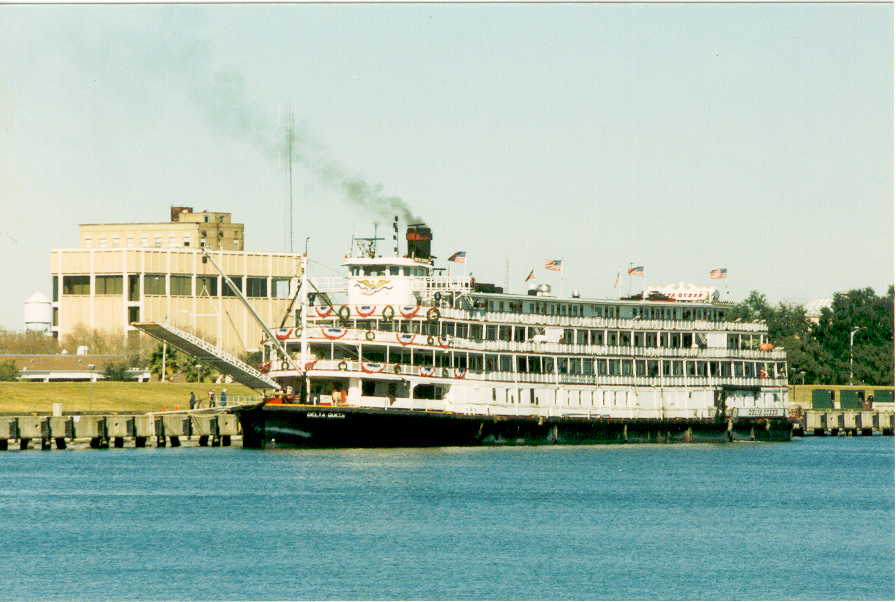
Судно Delta Queen

Згідно з переписом 2010 року, у місті мешкало 53 818 осіб у 20 183 домогосподарствах у складі 13 191 родини. Густота населення становила 144 особи/км².  Було 23577 помешкань (63/км²).
Расовий склад населення:
| - 40,7 % — чорних або афроамериканців - 36,1 % — білих - 5,9 % — азіатів - 0,7 % — корінних американців - 14,1 % — осіб інших рас |

До двох чи більше рас належало 2,4 %. Частка іспаномовних становила 29,6 % від усіх жителів.
За віковим діапазоном населення розподілялося таким чином: 27,0 % — особи молодші 18 років, 59,7 % — особи у віці 18—64 років, 13,3 % — особи у віці 65 років та старші. Медіана віку мешканця становила 35,3 року. На 100 осіб жіночої статі у місті припадало 96,9 чоловіків;  на 100 жінок у віці від 18 років та старших — 94,3 чоловіків також старших 18 років.
Середній дохід на одне домашнє господарство  становив 48 425 доларів США (медіана — 32 863), а середній дохід на одну сім'ю — 57 357 доларів (медіана — 40 733). Медіана доходів становила 37 262 долари для чоловіків та 27 743 долари для жінок. За межею бідності перебувало 27,3 % осіб, у тому числі 37,2 % дітей у віці до 18 років та 18,4 % осіб у віці 65 років та старших.
Цивільне працевлаштоване населення становило 21 117 осіб. Основні галузі зайнятості: освіта, охорона здоров'я та соціальна допомога — 18,8 %, будівництво — 16,8 %, виробництво — 13,5 %, роздрібна торгівля — 13,0 %.

## Відомі люди
- Евелін Кейс (1916—2008) — американська акторка.